# Stanislovas
Stanislovas ist ein litauischer männlicher Vorname, abgeleitet von Stanislaw. Die Abkürzung ist Stasys.

## Personen
- Stanislovas Buškevičius (* 1958),  Politiker, stellvertretender Bürgermeister von Kaunas, Leiter von „Jaunoji Lietuva“, ehemaliger Mitglied des Seimas
- Stanislovas Giedraitis (* 1947), litauischer Politiker, sowjetlitauischer Funktionär der kommunistischen Partei
- Stanislovas Gediminas Ilgūnas (1936–2010), Resistent, Historiker und Politiker, Mitglied des Seimas, Ehrenbürger der Rajongemeinde Jonava (seit 2000)
- Stanislovas Liutkevičius (* 1959),  Polizei- und Verwaltungsjurist und Politiker, Vizeminister für Innen
- Stanislovas Rapalionis (1485–1545), evangelischer Theologe der Reformationszeit
- Stanislovas Sajauskas (*  1946), Physiker, Professor und Politiker von Kaunas
- Stanislovas Šriūbėnas (*  1944), Politiker, stellvertretender Bürgermeister von Vilnius und Vizeminister für Umwelt

Zwischenname
- Rimas Stanislovas Jonaitis (* 1943), Verteidigungspolitiker, Vizeminister
- Karolis Stanislovas Radvila (1669–1719),  Magnat aus dem Haus Radziwill und Großkanzler von Litauen
- Karolis Stanislovas Radvila (1734–1790), polnisch-litauischer Adliger, Woiwode von Vilnius und Starost von Lemberg